# Pomona Zipser
Pomona Katharina Zipser (* 28. Juni 1958 in Hermannstadt, Rumänien) ist eine deutsche Bildende Künstlerin und Malerin der Siebenbürger Sachsen.

## Leben
Pomona Zipser entstammt einer Künstlerfamilie. Nach dem frühen Unfalltod ihres Vaters, dem Bildhauer Paul Zipser (1935–1965), wanderte sie gemeinsam mit ihrer Mutter, der Malerin und Kunstpädagogin Katharina Zipser (* 28. Dezember 1931 in Hermannstadt), 1970 nach Deutschland aus. Von 1979 bis 1985 studierte Zipser Malerei bei Mac Zimmermann an der Akademie der Bildenden Künste München und Bildhauerei an der Akademie der Künste Berlin. Sie war Meisterschülerin von Lothar Fischer. 1994–1999 hatte sie Lehraufträge für Holz und Keramik an der Universität der Künste Berlin. 1995–2006 war sie Dozentin für Plastik, Zeichnen und Kunstbetrachtung an der Freien Akademie für Kunst Berlin. 1997 war sie Dozentin der Thüringischen Sommerakademie Böhlen. An der Kunsthochschule Berlin-Weißensee hatte sie 2004/05 einen Lehrauftrag für räumliches Gestalten. Sie
war Mitglied des Deutschen Künstlerbundes. Sie lebt und arbeitet in Berlin.

## Werke
Pomona Zipsers Werke sind vielfach strukturierte, abstrakte Skulpturen aus Eisen, Aluminium, Fundstücken aus Holz, Nägeln und Schüren. Sie können Rauminstallationen oder auch Werke im Freien sein.

## Stipendien und Preise
- 1979: Jean-Walter-Preis (Studium der Fresko-Maltechnik in Rumänien)
- 1979: Stipendium der Studienstiftung des Deutschen Volkes
- 1986: Auslandsstipendium in Venedig.
- 1988: Nachwuchsstipendium der Universität der Künste Berlin
- 1990: Arbeitsstipendium des Berliner Senats (Marianne-Werefkin-Preis)
- 1991: Barkenhoff-Stipendium, in Worpswede
- 1996: 1. Preis für Kirchenfenster-Entwürfe in Strausberg
- 2004: Gabriele Münter Preis
- 2018 Aufenthaltsstipendium der Künstlerresidenz Chretzeturm, Stein am Rhein[5]

## Projekte und Symposien
- 1988: Bildhauersymposium des Deutschen Künstlerbundes, Stuttgart
- 1989: Bildhauersymposium im Hamburger Bahnhof (Berlin) mit dem Theater Antonin Artaud
- 1993: „Über alle Grenzen“ Bildhauersymposium Frankfurter Allee, Berlin
- 1994: Internationales Bildhauersymposium in Dakar, Senegal
- 1994: International Art Symposium in Meiho, Japan
- 1995: „Skulpturen aus Nichts“, internationales Symposium Babe, Brandenburg
- 1996: „Das Business der Narren“, internationales Symposium, Potsdam
- 1997: Interkultureller Workshop Simbabwe-Berlin (Weltfriedensdienst)
- 1990 bis 2006: Mitglied des Vereins der Berliner Künstlerinnen

## Einzelausstellungen
- 1987: Galerie Stil & Bruch, Berlin
- 1989: Otto-Galerie, München
- 1990: Ausstellung des Deutschen Künstlerbunds in Berlin[6]
- 1993: Galerie Mora, Berlin
- 2003: Galerie Parterre[7]
- 2007: Lothar Fischer Museum, Neumarkt/Oberpfalz[8]
- 2007: Neues Kunsthaus Ahrenshoop[9]
- 2008: Sommerausstellung, Skulpturengarten Funnix[10]
- 2009: Morat-Institut für Kunst und Kunstwissenschaft in Freiburg[11]

## Arbeiten im öffentlichen Raum
- Bundesministerium des Innern, Berlin
- Kupferstichkabinett, Berlin
- Kunstamt Charlottenburg, Berlin
- Berlinische Galerie, Landesmuseum[12]
- Senat für Bau- und Wohnungswesen, Berlin
- Städtische Galerie Schwäbisch Hall
- Museum Würth, Künzelsau
- Renate und Mac Zimmerman, München
- Graphische Sammlung, München

## Werkbilder

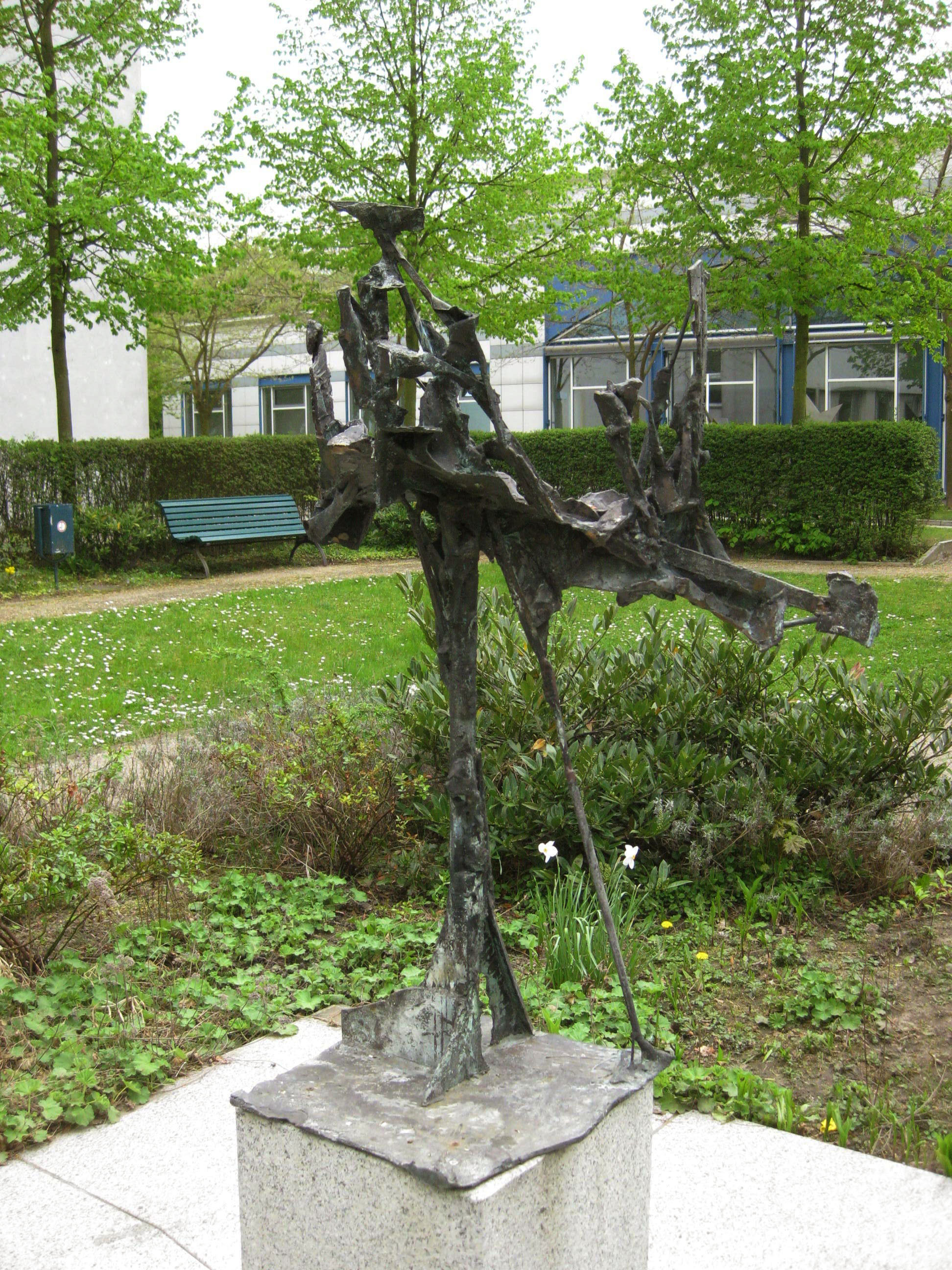
Auf hoher See (1990)
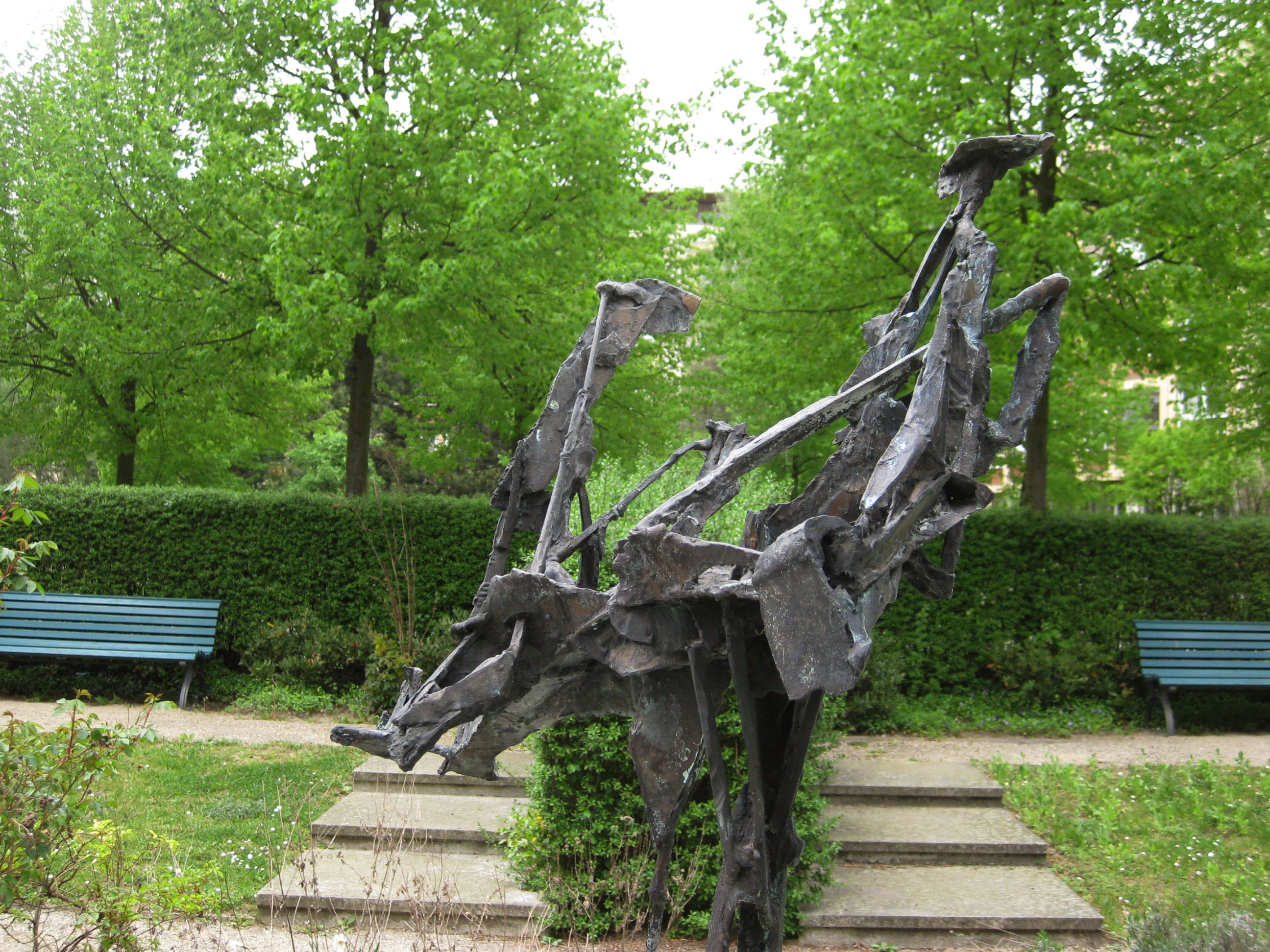
Auf hoher See (1990)
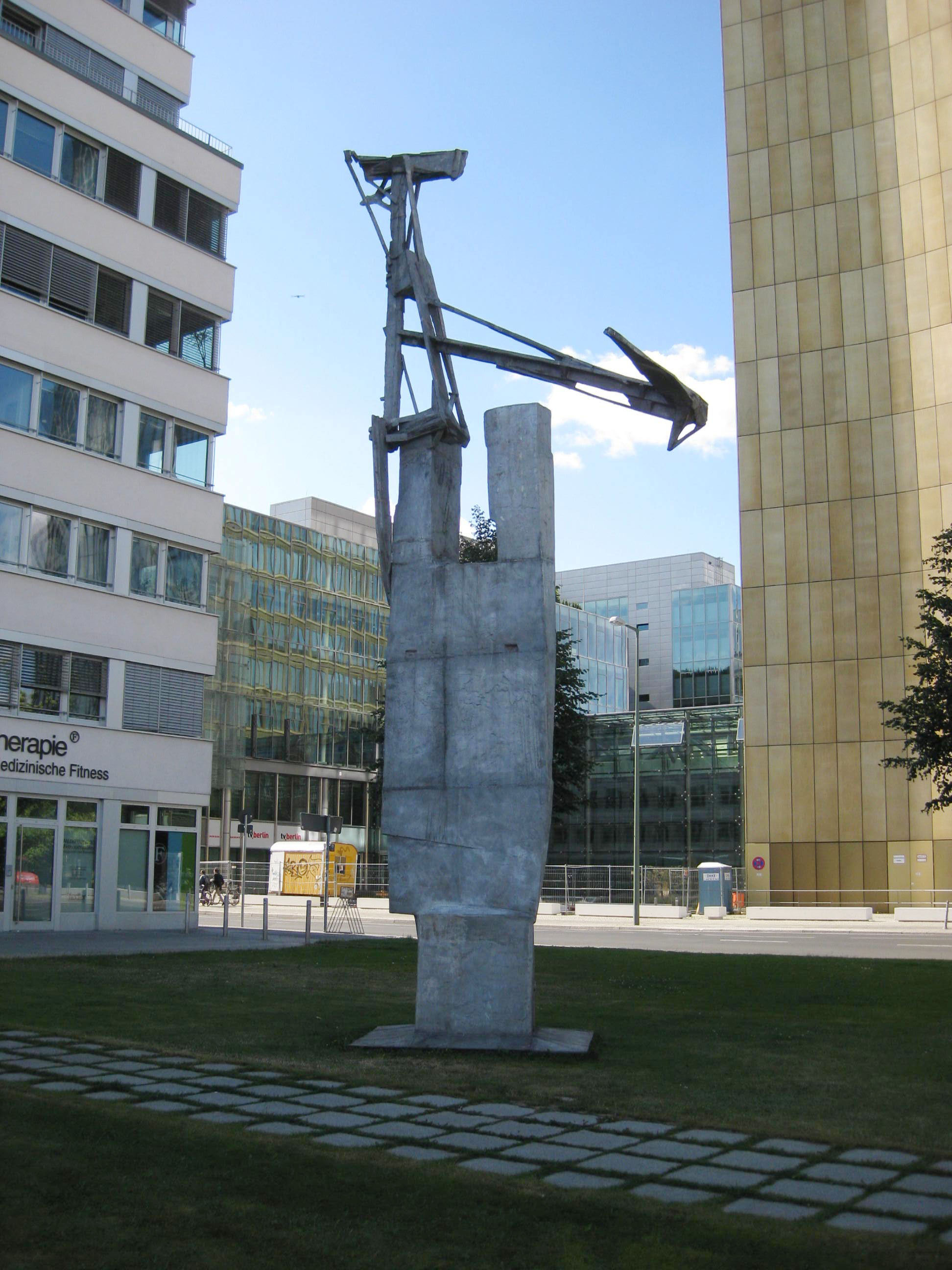
o. T. (1999)
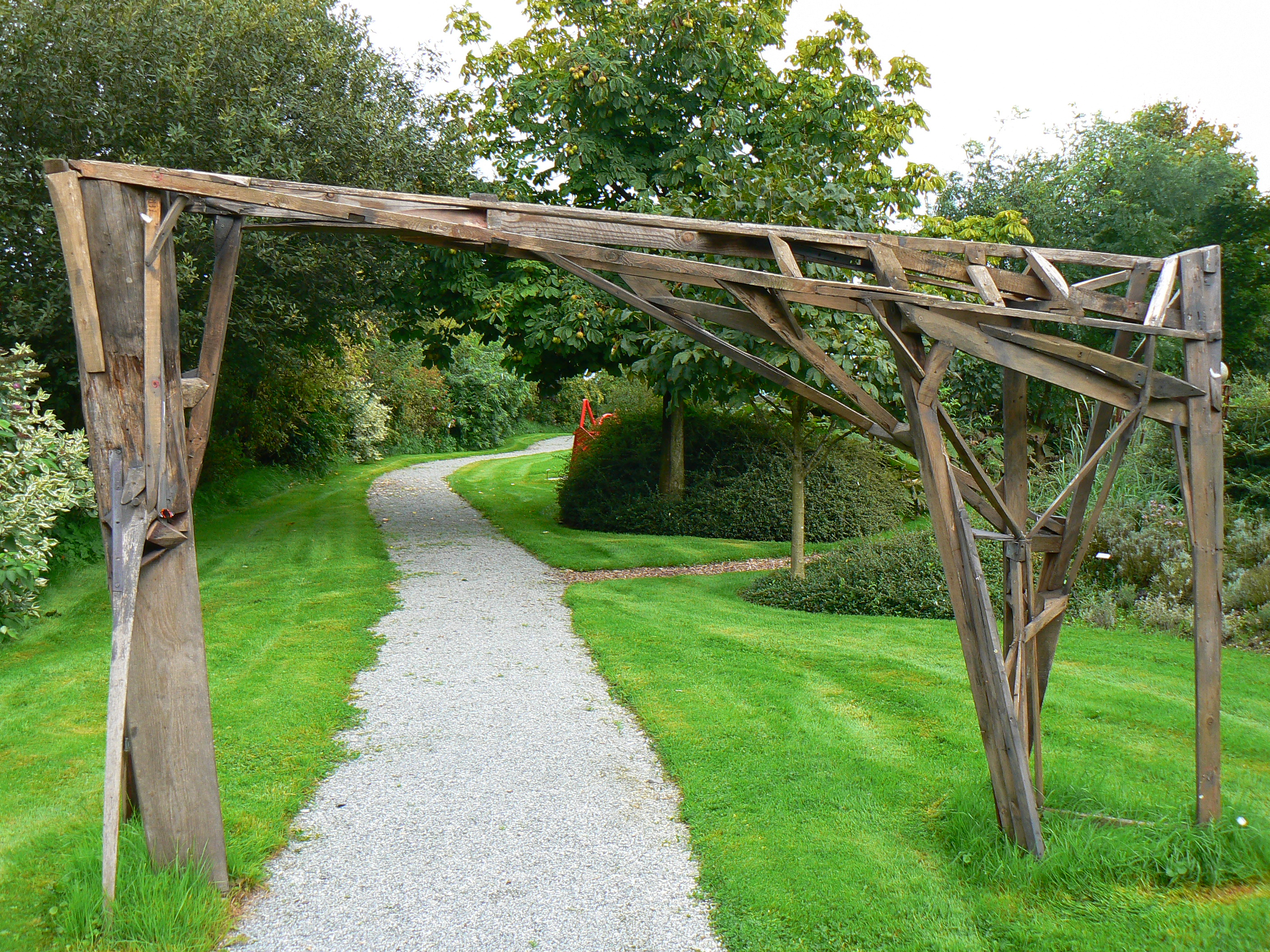
Tor (2002)